# ورتانس پاپازیان
ورتانس مسروبی پاپازیان (ارمنی: Վրթանես Մեսրոպի Փափազյան زاده ۱۸۶۶ – درگذشته ۱۹۲۰) یک نویسنده، کنشگر اجتماعی-سیاسی و فرهنگی، منتقد ادبی، ویراستار، تاریخ‌نگار ادبی، معلم و مترجم اهل ارمنستان بود.

## نگارخانه

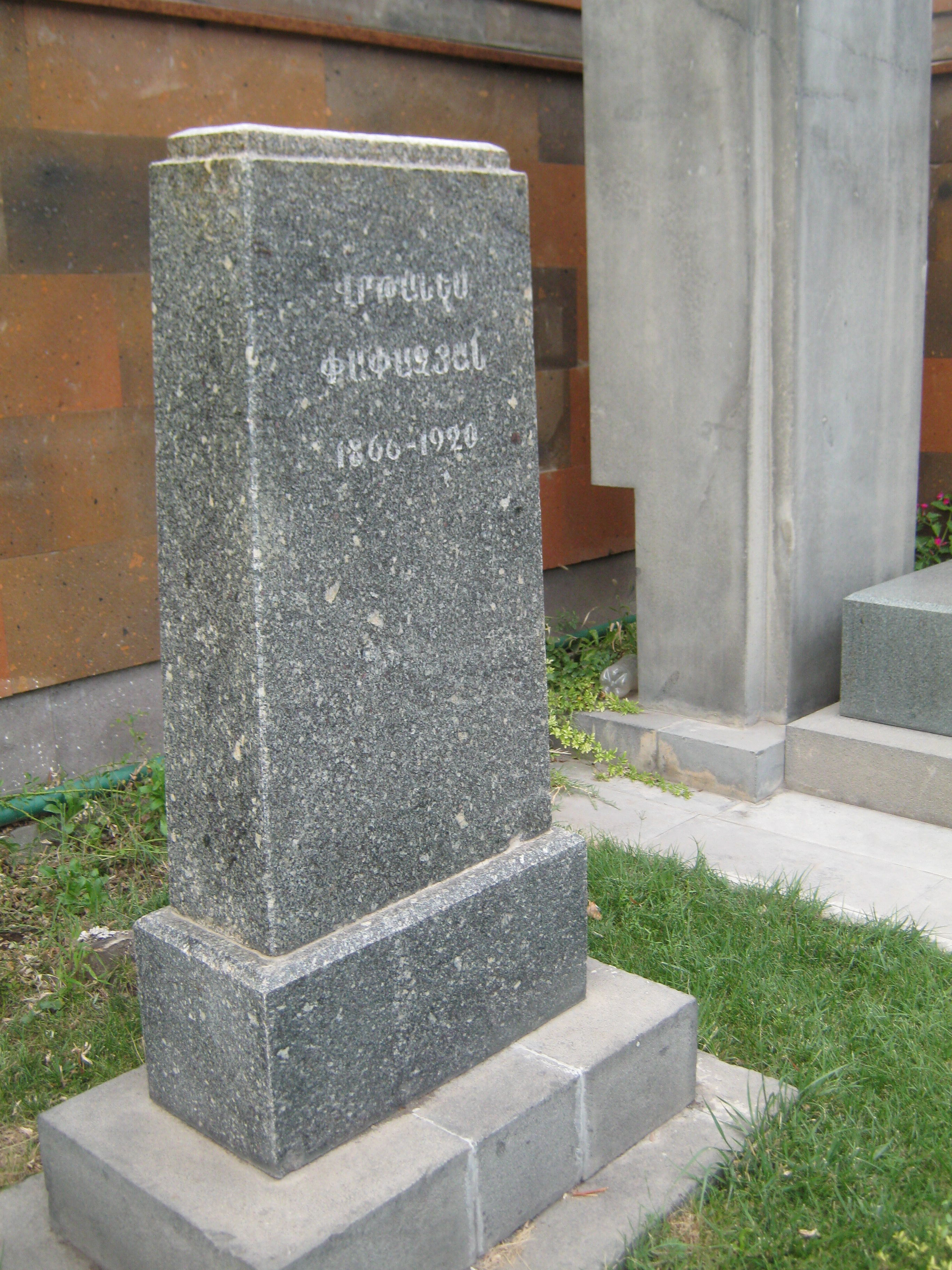
آرامگاه ورتانس پاپازیان، آرامستان پانتئون کومیتاس در ایروان